# Ricardo Canales
Ricardo Gabriel Canales Lanza (La Ceiba, 1982. május 30. –) hondurasi válogatott labdarúgókapus.
A hondurasi válogatott tagjaként részt vett a 2009-es CONCACAF-aranykupán és a 2010-es világbajnokságon.

## Sikerei, díjai
Motagua
- Hondurasi bajnok (1): 2006–07 Apertura